# اراستوس
اِراستوس اسکپسیسی (یونانی: Ἔραστος Σκήψιος) یک فیلسوف بود. او و برادرش کوریسکوس شاگردان افلاطون بودند. همچنین از دوستان ارسطو بود.
اسکپسیس در حدود پنجاه کیلومتری اسوس در آسیای صغیر قرار دارد که ارسطو و گزنوکراتس پس از مرگ افلاطون به آن‌جا سفر کردند.